# Агатс-Медов 8
Агатс-Медов 8 (англ. Agats Meadow 8) — індіанська резервація в Канаді, у провінції Британська Колумбія, у межах регіонального округу Карібу.

## Населення
За даними перепису 2016 року, індіанська резервація не ма постійного населення.

## Клімат
Середня річна температура становить 2,2°C, середня максимальна – 19,5°C, а середня мінімальна – -19,3°C. Середня річна кількість опадів – 364 мм.
| Клімат поселення                              | Клімат поселення | Клімат поселення | Клімат поселення | Клімат поселення | Клімат поселення | Клімат поселення | Клімат поселення | Клімат поселення | Клімат поселення | Клімат поселення | Клімат поселення | Клімат поселення | Клімат поселення |
| Показник                                      | Січ.             | Лют.             | Бер.             | Квіт.            | Трав.            | Черв.            | Лип.             | Серп.            | Вер.             | Жовт.            | Лист.            | Груд.            |                  |
| Середній максимум, °C                         | −3,61            | 0,18             | 5,72             | 10,93            | 15,44            | 19,18            | 19,49            | 19,21            | 14,80            | 9,27             | 1,71             | −5,37            |                  |
| Середня температура, °C                       | −11,42           | −7,64            | −2,08            | 3,11             | 7,65             | 11,36            | 13,93            | 13,63            | 9,21             | 3,70             | −3,88            | −10,95           |                  |
| Середній мінімум, °C                          | −19,25           | −15,46           | −9,9             | −4,7             | −0,17            | 3,54             | 8,34             | 8,05             | 3,64             | −1,9             | −9,42            | −16,52           |                  |
| Норма опадів, мм                              | 27               | 15               | 13               | 18               | 32               | 46               | 47               | 40               | 30               | 31               | 34               | 31               |                  |
| Середньомісячна швидкість вітру, м/с          | 1.50             | 1.70             | 2.00             | 2.20             | 2.20             | 2.20             | 2.10             | 1.90             | 1.80             | 1.90             | 1.80             | 1.50             |                  |
| Середньомісячна сонячна радіація, кДж/м²·день | 2885             | 5507             | 10285            | 14876            | 18398            | 19961            | 20265            | 17161            | 11841            | 6486             | 3183             | 2146             |                  |
| --------------------------------------------- | ---------------- | ---------------- | ---------------- | ---------------- | ---------------- | ---------------- | ---------------- | ---------------- | ---------------- | ---------------- | ---------------- | ---------------- | ---------------- |
| Джерело:                                      |                  |                  |                  |                  |                  |                  |                  |                  |                  |                  |                  |                  |                  |